# ليوبوف زاخارتشينكو
ليوبوف زاخارتشينكو (بالروسية: Захарченко, Любовь Ивановна)‏ (4 أبريل 1961، روستوف على نهر الدون في روسيا - 21 يناير 2008، موسكو في روسيا)؛ كاتِبة، مؤلِّفة أغانٍ، عازفة قيثارة، مغنية مؤلفة، قانونية، مدعية، ملحنة وشاعرة سوفيتية-روسية.